# Walter Wolf
Walter Wolf, kanadski poslovnež avstrijsko-nemškega-slovenskega rodu, * 5. oktober 1939, Maribor, Slovenija. 

## Življenjepis
Rodil se je v Mariboru v narodnostno mešani družini (oče Nemec, mati pol Slovenka, pol Avstrijka). Mlada leta je preživljal v svojem rodnem kraju Mariboru, nato pa so se leta 1953, po očetovi vrnitvi iz ruskega ujetništva, preselili v nemški Wuppertal. Tam je Wolf končal šolanje in se leta 1958 odpravil v Kanado. 
Delal je v naftni industriji in v 1970-tih z nafto tudi obogatel. Sodeloval je tudi v formuli 1 z ekipo Walter Wolf Racing.
Njegovo ime se je pojavilo med afero Patria, v sklopu katere je Wolf osumljen, da je sodeloval pri posredovanju podkupnin med avstrijskim zastopnikom Patrie in slovenskimi visokimi uradniki.